# Amore e Psiche (David)
Amore e Psiche (chiamato anche Cupido e Psiche) è un dipinto di Jacques Louis David; prodotto nel 1817 durante il suo periodo di esilio a Bruxelles dopo la caduta di Napoleone Bonaparte.
Durante la sua prima esposizione pubblica ad una mostra svoltasi al museo di Bruxelles, la pittura sorprese i contemporanei anche a causa di un trattamento realistico e mai banale della figura di Cupido.
Dipinto per il mecenate e collezionista Gian Battista Sommariva, la tela è oggi parte delle collezioni del Cleveland Museum of Art.

## Storia
David iniziò ad abbozzare Amore e Psiche a Parigi nel 1813, per poi completarlo durante l'esilio a Bruxelles, dopo la caduta di Napoleone. Fu il primo quadro che David finì in esilio. Luigi XVIII aveva offerto a David la grazia per le sue attività durante la rivoluzione, ma il pittore decise invece di esiliarsi a Bruxelles. Fino a quel momento, David era stato definito spesso un imitatore dell'arte antica. Il suo stile tipico era quello che lo storico dell'arte tedesco Winckelmann descriveva come il "bello ideale". Il suo stile si focalizzava su un'immagine idealizzata dei corpi. Lo stile di David era stato caratterizzato in precedenza per la sua semplicità, ma Amore e Psiche si allontana drammaticamente da questi tratti. Quando debuttò a Parigi, molti spettatori vi videro un simbolo dell'effetto negativo dell'esilio di David.
Questo quadro venne realizzato per la collezione di Sommariva, che aveva guadagnato rapidamente molte ricchezze tramite delle operazioni finanziarie dubbie. Probabilmente Sommariva mise in piedi la sua collezione per mostrare la sua ricchezza e accrescere la sua reputazione.
Secondo le lettere di David, egli si era interessato alla storia di Amore e Psiche e voleva dare una nuova svolta a un tema abusato attraverso il suo uso del realismo. James Gallatin, il figlio diciassettenne di un diplomatico statunitense, posò nudo per il dipinto, il che spiegherebbe l'aspetto adolescenziale e goffo di Cupido.

## Descrizione

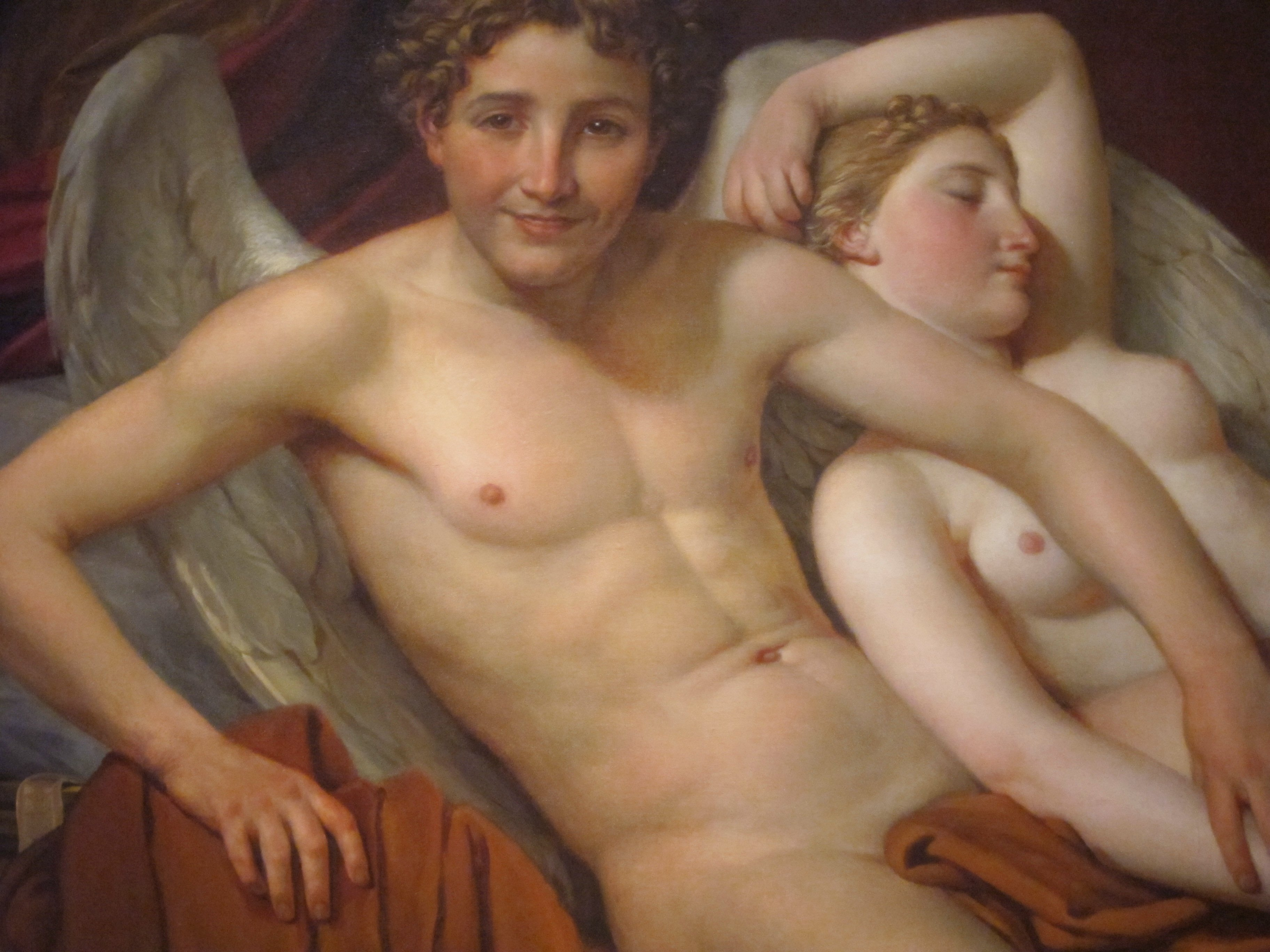
Particolare dei personaggi.

Il dipinto ritrae Cupido che esce di soppiatto mentre Psiche dorme tranquillamente in secondo piano. L'ambientazione è decorativa e in disordine, come se David stesse cercando di comunicare le circostanze dell'imprigionamento di Psiche. I colori bui e profondi del baldacchino sovrastante contrastano con l'ambiente sullo sfondo. Il paesaggio, secondo Mary Vidal, simboleggia un "viaggio, un rinnovamento e l'illuminazione", che contrasta con le circostanze di Psiche. I corpi di Amore e Psiche sono illuminati in contrasto con i colori scuri dello sfondo, evidenziando ulteriormente il loro aspetto non idealizzato.
David iniziò l'opera prima del suo esilio e fece molti cambiamenti dopo essere arrivato a Bruxelles. Fece delle modifiche importanti dopo che il disegno venne trasferito sulla tela, che non era abituale per lui. Il cambiamento più grande fu la decorazione dell'interno in stile Impero, che sarebbe potuta servire a ricordare il tempo nel quale Napoleone era al potere.
C'è un piccolo dettaglio di una farfalla sopra Psiche. La farfalla in volo simboleggia, secondo la storica dell'arte Issa Lampe, sia "la morte che la trascendenza", fungendo da commento alla partenza di Cupido da Psiche ogni mattina.
Il dettaglio che colpisce più di questo dipinto è la raffigurazione molto realistica del corpo di Cupido e della sua espressione. Lo studio originale di David mostra che egli aveva sempre avuto intenzione di dipingere Amore in questa maniera, anche prima dell'esilio. Le ali di Cupido continuano con questo stile, dato che sono consunte e brutte, facendo sembrare Amore parte del regno mortale piuttosto che di quello divino.

## Analisi

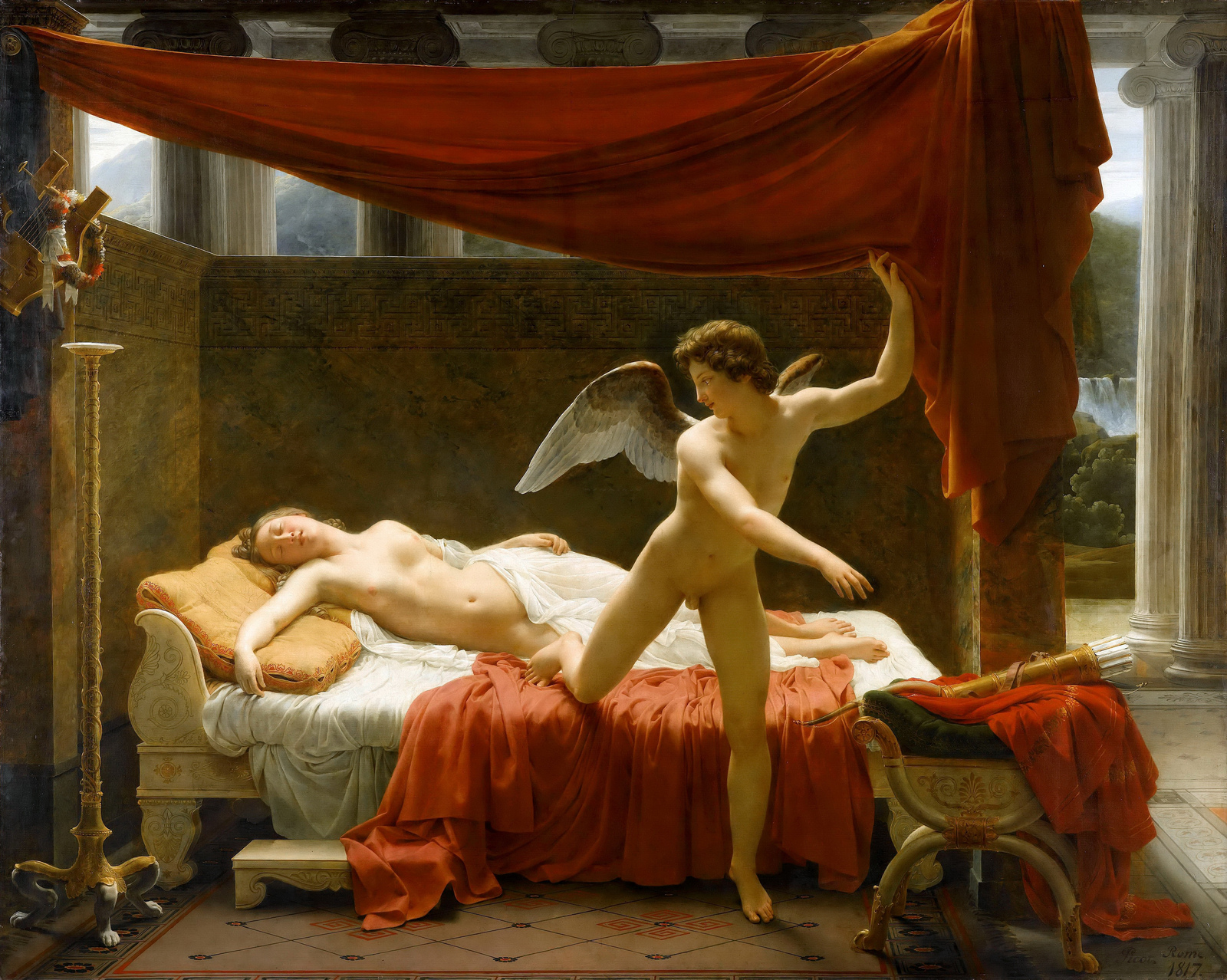
François-Édouard Picot, Amore e Psiche, 1819

Le analisi del quadro si concentrano tipicamente sulla raffigurazione di Cupido, che si allontana dal trattamento tradizionale del mito. L'Amore e Psiche di François Gérard del 1798 viene spesso citato come confronto. Nell'opera di Gérard, entrambi i personaggi sono dipinti in una maniera idealizzata che enfatizza la purezza dell'amore giovanile. Anche le raffigurazioni tradizionali del mito di solito non implicavano Amore e lo raffiguravano in gran parte innocente e bello. Gli storici dell'arte hanno comparato il quadro davidiano all'Amore e Psiche di François-Édouard Picot (1819), che raffigura lo stesso momento della partenza di Cupido, ma in una maniera idealizzata.
Nella versione davidiana, Amore sembra essere sinistro mentre Psiche è vulnerabile, lasciando intendere una relazione leggermente perversa tra i due. Amore sembra quasi malsano; la sua carnagione è opaca, la sua espressione e il linguaggio del corpo non sembrano amorevoli, al limite dell'ostilità, e il suo corpo è scarno, ben lontano dai corpi idealizzati tipici dell'epoca. La postura e lo sguardo di Cupido rompono la separazione tra il soggetto e lo spettatore. Egli sembra voler uscire dal dipinto nella realtà e il suo sguardo è diretto verso lo spettatore. Questo, secondo la storica dell'arte Dorothy Johnson, crea una sensazione scomoda quando si guarda il dipinto, dato che "rende gli spettatori dei complici in questa dinamica del potere" tra Amore e Psiche.
La posa di Psiche è stata inoltre comparata alle raffigurazioni tizianesche e correggesche delle dee sdraiate. La sua espressione facciale è innocente e bella. Ella è ancora addormentata, sottolineando la sua vulnerabilità. Il contrasto tra la dolce Psiche e il Cupido volgare è importante per le novità che gli storici dell'arte hanno visto in questa tela.

## Critica
Due articoli che sostenevano il dipinto apparvero quando fu mostrato per la prima volta, ma probabilmente erano influenzati da David stesso. Entrambi si focalizzavano sul realismo, e un articolo diceva che era un approccio "puramente storico" alla mitologia. Quando messo in contrasto con l'opera di Picot, il realismo fu plaudito ulteriormente da alcuni.
La risposta schiacciante, però, fu negativa. La classe dirigente preferiva delle opere più idealizzate, dato che il realismo veniva visto come qualcosa di immorale per alludere a delle sfumature sessuali. Gros, che per il resto era un noto sostenitore di David, disse che "la testa di Amore ha qualche carattere faunistico, le mani sono un po' scure e soprattutto non abbastanza rifinite." Altri critici furono confusi dalla deviazione dall'aspetto tipico di Cupido ed erano turbati dalla sua distorsione.